# Marçan (Gers)
Marçan (occità) o Marsan (francès) és un municipi francès al departament del Gers de la regió d'Occitània.
| 1962                                       | 1968 | 1975 | 1982 | 1990 | 1999 | 2006 |
| ------------------------------------------ | ---- | ---- | ---- | ---- | ---- | ---- |
| 219                                        | 301  | 307  | 330  | 420  | 430  | 436  |
| Des de 1962: població sense dobles comptes |      |      |      |      |      |      |

| Període | Identitat             | Partit |
| ------- | --------------------- | ------ |
| 2001-   | Aymeri de Montesquiou | RDSE   |